# Virginia Slims of Houston 1995
Il  Virginia Slims of Houston 1995 è stato un torneo di tennis giocato sulla terra rossa. È stata la 25ª edizione del torneo, che fa parte della categoria Tier II nell'ambito del WTA Tour 1995. Si è giocato al Westside Tennis Club di Houston negli USA dal 10 al 16 aprile 1995.

## Campionesse

### Singolare
Steffi Graf ha battuto in finale  Åsa Carlsson con il punteggio di 6–1, 6–1

### Doppio
Nicole Arendt /  Manon Bollegraf hanno battuto in finale  Wiltrud Probst /  Rene Simpson con il punteggio di 6–4, 6–2